# Sarcophaga musashinensis
Sarcophaga musashinensis är en tvåvingeart som beskrevs av Tadao Kano och Okazaki 1956. Sarcophaga musashinensis ingår i släktet Sarcophaga och familjen köttflugor. Inga underarter finns listade i Catalogue of Life.